# Productores de Música de España
Productores de Música de España (Spanske musikproducere) (forkortet som Promusicae, nogle gange stiliseret PROMUSICAE) er organisationen der er ansvarlig for den Spanske albumhitliste og andre musikhitlister. Det er en brancheorganisation der repræsenterer mere end 90 procent af den spanske musikindustri. Det er den spanske afdelingen af International Federation of the Phonographic Industry (IFPI).

## Hitlister
Hitlisterne bliver udregnet en gang om ugen om søndagen. De er baseret på musiksalget inden for Spaniens grænser for weekenden fra den forudgående lørdag til fredag før udregningen. De nye hitlister bliver som regel uploadet til Promusiae-hjemmesiden søndag aften spansk tid. Siden januar 2015 er Top 100 Sange baseret på streaming og både download og fysiske salg.